# Saint-Boil
Saint-Boil település Franciaországban, Saône-et-Loire megyében. Lakosainak száma 492 fő (2022. január 1.). Saint-Boil Chenôves, Culles-les-Roches, Messey-sur-Grosne, Saint-Gengoux-le-National, Santilly és Saules községekkel határos.

## Népesség
A település népessége az elmúlt években az alábbi módon változott:
| Lakosok száma | 476  | 489  | 500  | 491  | 492  | 491  | 490  | 491  | 492  |
|               | 2013 | 2015 | 2016 | 2017 | 2018 | 2019 | 2020 | 2021 | 2022 |